# باز فازيو
باز فازيو (بالإنجليزية: Buzz Fazio)‏ هو لاعب البولنغ ‏ أمريكي، ولد في 7 فبراير 1908، وتوفي في 15 فبراير 1993.